# (26367) 1999 CD1
1999 سي دي 1 (ويعرف أيضًا باسم (26367) 1999 سي دي 1 وفق تسمية الكوكب الصغير) (بالإنجليزية: 1999 CD1)‏ هو كويكب ضمن حزام الكويكبات؛ وترتيبه 26367 من حيث الاكتشاف.
اكتُشف هذا الجُرم الفلكي بواسطة Atsushi Sugie ‏ في 2 فبراير 1999.

## وصلات خارجية
- (26367) 1999 CD1 في قاعدة بيانات مختبر الدفع النفاث لأجرام النظام الشمسي الصغيرة

- الاكتشاف · مخطط المدار ·  العناصر المدارية · المعلمات المادية

- (26367) 1999 CD1 على موقع ويكي سكاي: DSS2, SDSS, GALEX, IRAS, Hydrogen α, X-Ray, Astrophoto, Sky Map, Articles and images